# Georges Brassens

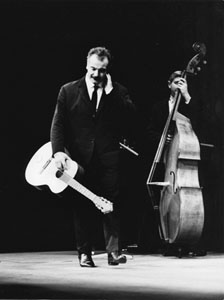

Georges Charles Brassens, född 22 oktober 1921 i Sète, Hérault, död 29 oktober 1981 i Saint-Gély-du-Fesc, Hérault, var en fransk vissångare och kompositör. Brassens räknas ibland till den franskspråkiga viskonstens tre stora B:n: Brel, Brassens och Barbara. I Frankrike är Brassens mycket känd för sina enkla och eleganta sånger med sinnrika texter. Han anses för en av Frankrikes bästa poeter efter andra världskriget. 1967 blev han tilldelad Franska akademiens Grand prix de poésie.
Till svenska översattes Brassens först av Karl Gerhard, Brave Margot på 1950-talet. Några år senare gjorde Lars Forssell Le Gorille (Djävulens sång) och Corne d'aurochs (På lek) till visor som sjungits en hel del. Cornelis Vreeswijk tog åtminstone djupa intryck av Brassens' stil och använde några av hans melodier. Senare har Jan Hammarlund, Pierre Ström och Thorstein Bergman sjungit Brassens på svenska.

## Eftermäle
Asteroiden 6587 Brassens är uppkallad efter Georges Brassens.

## Biografi
- Mosskin, Peter (1989). Brel och Brassens - ett franskt äventyr. Höganäs: Wiken. Libris 7591817. ISBN 9170245711
- Rasmusson, Ludvig (1984). Sjungande poeter : om vår tids trubadurer. Stockholm: AWE/Geber. sid. 46-52. Libris 7219587. ISBN 9120069235